# Jennifer Larmore
Jennifer Larmore (Atlanta, Geòrgia, 21 de juny de 1958) és una mezzosoprano estatunidenca que destaca en els papers de coloratura barroca i de bel canto.

## Carrera
Nascuda a Atlanta, Jennifer Larmore va estudiar al Westminster Choir College de Princeton (Nova Jersey) i més tard perfeccionament en curs privats amb John Bullock i de Regina Resnik. Va fer els seus començaments professionals a l'Òpera de Niça en La clemenza di Tito de Mozart, apareixent després en tots els teatres d'òpera importants europeus. En 1988, va cantar la Rosina de Il barbiere di Siviglia de Rossini en una producció de Jérôme Savary a Estrasburg. En 1994, va tornar als Estats Units, on el seu triomf en Romeo de I Capuleti e i Montecchi de Bellini al Carnegie Hall de Nova York va suposar el començament d'una llarga serie d'èxits. En 1995 va aparèixer al Metropolitan Opera fent el seu debut amb Il barbiere di Siviglia. En aquest teatre ha cantat La Cenerentola (Angelina) de Rossini, Hänsel und Gretel (Hansel) d'Engelbert Humperdinck, Les contes d'Hoffmann (Giulietta) de Jacques Offenbach, Giulio Cesare (paper principal) de Haendel, L'italiana in Algeri (Isabella) de Rossini, Die Fledermaus (Prince Orlofsky) de Johann Strauss II, l'estrena absoluta de An American Tragedy (Elizabeth Griffiths) de Tobias Picker, i Hamlet (Gertrude) d'Ambroise Thomas.
El seu repertori comprèn Mahler, Schönberg, Mozart, Manuel de Falla, Debussy, Berlioz i Barber. Més recentment ha evolucionat cap a papers més dramàtics, com ara la Kostelnička de Jenůfa de Janáček, Lady Macbeth a Macbeth de Verdi i la Médée de Cherubini. Va participar en l'estrena de La Chute de Fukuyama (2013), una òpera vídeo de Grégoire Hetzel i Camille de Toledo.
Ha col·laborat amb directors com ara Riccardo Muti, Leonard Bernstein, Giuseppe Sinopoli, Kurt Masur, Christoph von Dohnányi, Daniel Barenboim, Richard Bonynge, Lorin Maazel i Seiji Osawa.
Jennifer Larmore va guanyar el premi Richard Tucker i un Gramophone Award a la Millor Òpera Barroca per Giulio Cesare, del segell Harmonia Mundi. Va ser nominada set vegades pels Premis Grammy i va cantar a la cerimònia de clausura dels Jocs Olímpics d'Estiu de 1996, celebrats a la seva ciutat natal, Atlanta. Va rebre la insígnia de Cavaller de l'Orde de les Arts i de les Lletres franceses l'any 2002.

## Enregistraments
Des de l'inici de la seva carrera, Jennifer Larmore ha gravat més de cent discos, editats per Teldec, RCA, Harmonia Mundi, Deutsche Grammophon, Arabesque, Opera Rara, Bayer, Naïve, Chandos, VAI i Cedille.
A més de Il barbiere di Siviglia, Jennifer Larmore ha gravat els papers principals de Carmen de Bizet, Elisabetta, regina d'Inghilterra, La Cenerentola, L'italiana in Algeri, Bianca e Falliero de Rossini, Giulio Cesare de Haendel, La Sofonisba de Gluck, i I Capuleti e i Montecchi de Bellini.
Va enregistrar també papers secondàris a Orphée et Eurydice, Maria Stuarda, Francesca di Foix, Elvida, Adelaide di Borgogna, i Alessandro nelle Indie.

## Galeria

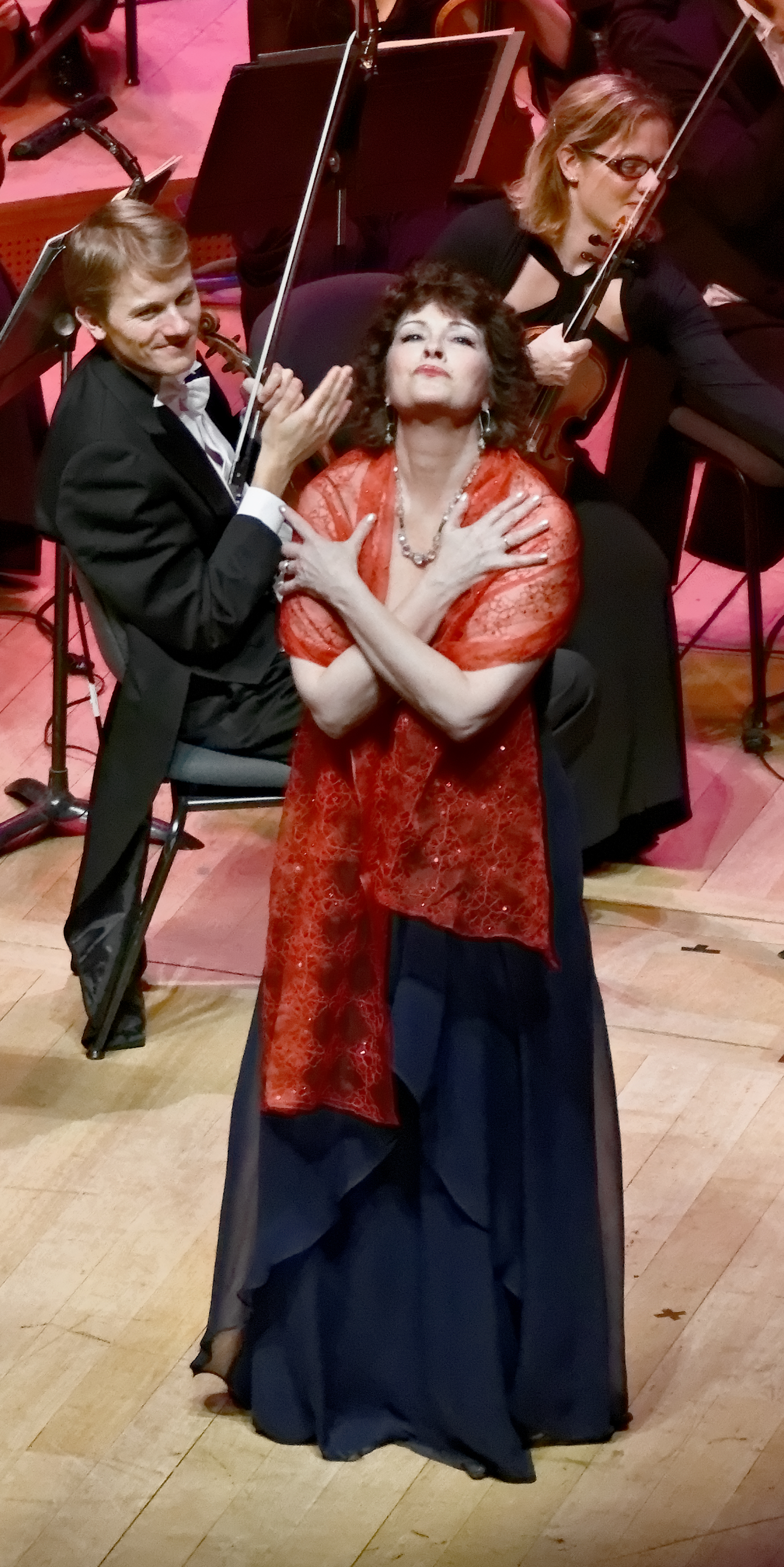
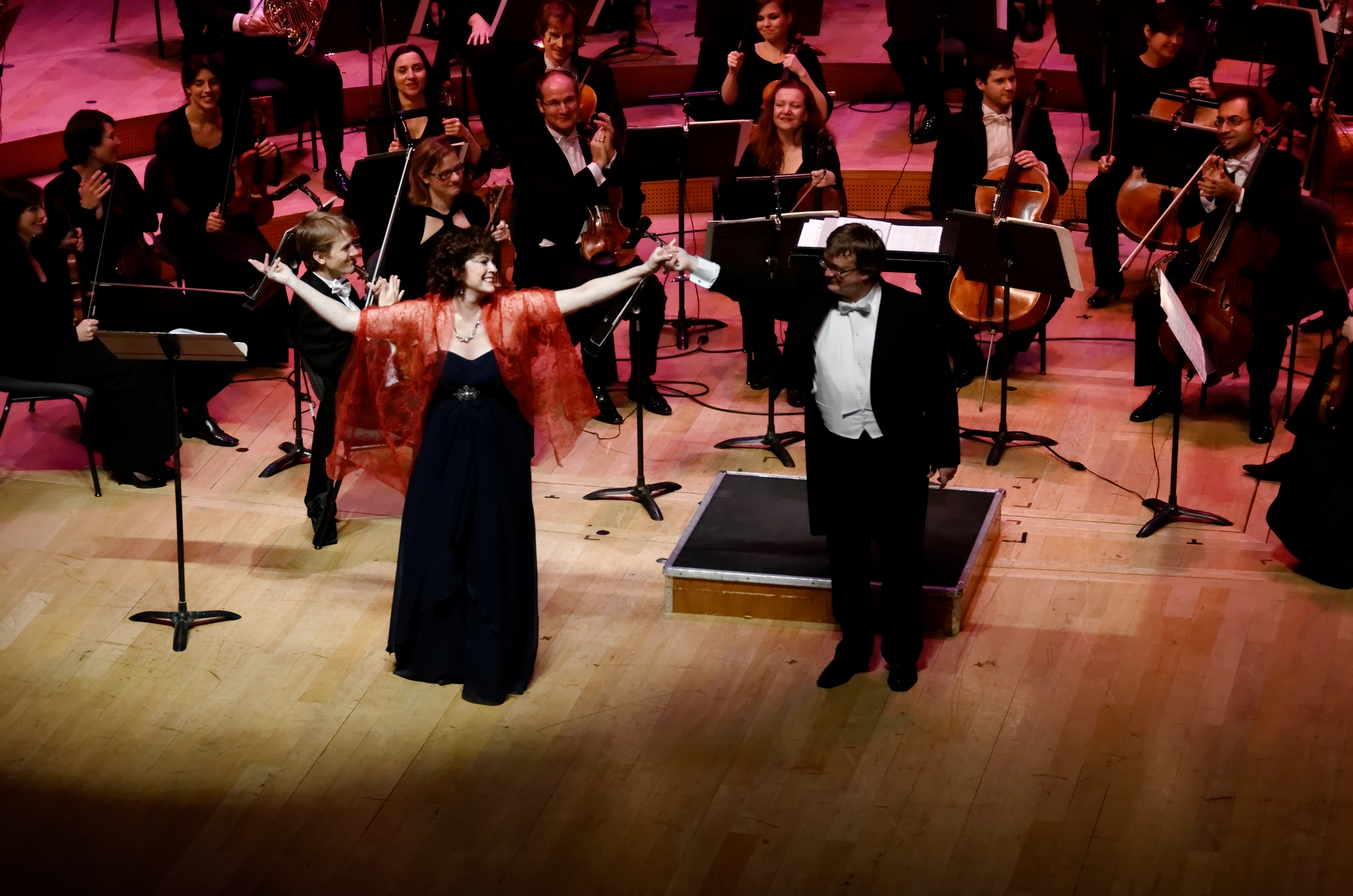
Jennifer Larmore amb l'Orquestra de Cambra de Bâle
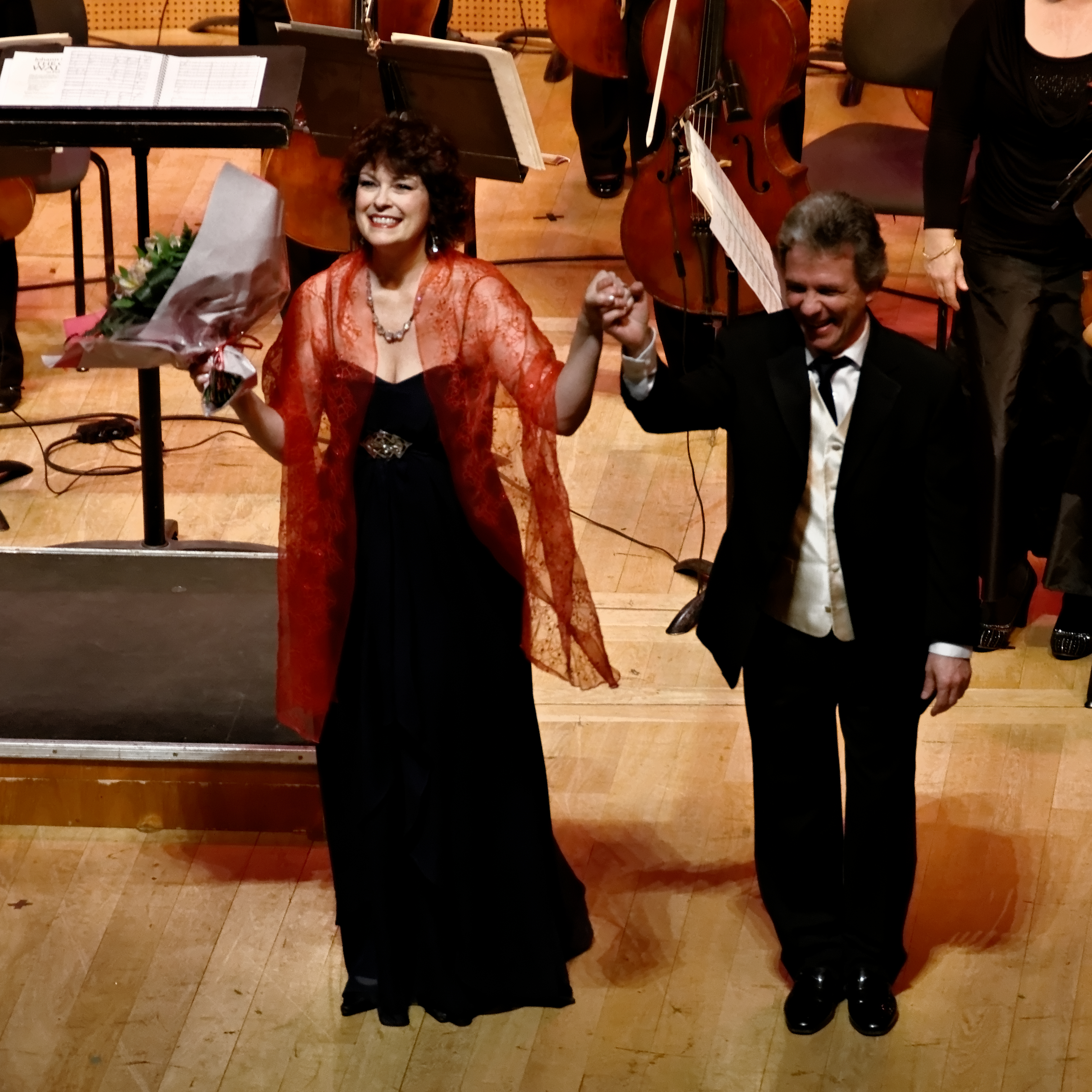
Jennifer Larmore amb Jean-Paul Fouchécourt